# Такива, каквито сме
„Такива, каквито сме“ (на италиански: Arrangiatevi!) е италианска комедия от 1959 година на режисьора Мауро Болонини с участието на Пепино Де Филипо, Тото и Лаура Адани. През 2008 година филмът е избран да попадне в списъка на „100-те италиански филма, които трябва да бъдат съхранени“.

## Сюжет
Пепино (Пепино Де Филипо) и семейството му се нанасят в апартамент в старата част на Рим, който преди това е бил използван като бордей и населяван от група проститутки. След мистериозната смърт на едно от момичетата на Пепино му се отдава възможност да закупи апартамента на безценица, защото дотогава семейството му е споделяло един апартамент заедно с друго семейство. Заради слуховете, които се носят в града за апартамента, скоро семейството на Пепино изпада в немилост сред жителите на квартала, които дори го набеждават за измамник. Той изпада в безизходица и не знае какво да прави, още повече, че дъщеря му има сериозни проблеми с приятеля си.

## В ролите
- Пепино Де Филипо като Пепино Арментано
- Тото като дядо Илуминато
- Лаура Адани като Мария Арментано
- Кристина Гайони като Мария Берта Арментано
- Катя Каро като Бианка Арментано
- Виторио Каприоли като Пино Каламаи
- Франка Валери като Мариза
- Анджело Дзаноли като Феличе
- Адриана Асти като приятелката на Феличе
- Джорджо Ардисон като Романо
- Марчело Паолини като Никола Арментано
- Енрико Оливиери като Салваторе Арментано
- Акиле Майерони като дядото от Истрия
- Джузи Распани Дандоло като жената от Истрия
- Луиджи Де Филипо като Нери
- Джулиано Джема като боксьора

## Номинации
- Номинация за Сребърна лента на „Италианския национален синдикат на филмовите журналисти“ за най-добра второстепенна женска роля на Франка Валери от 1960 година.[1]